# ازدواج لاس وگاسی

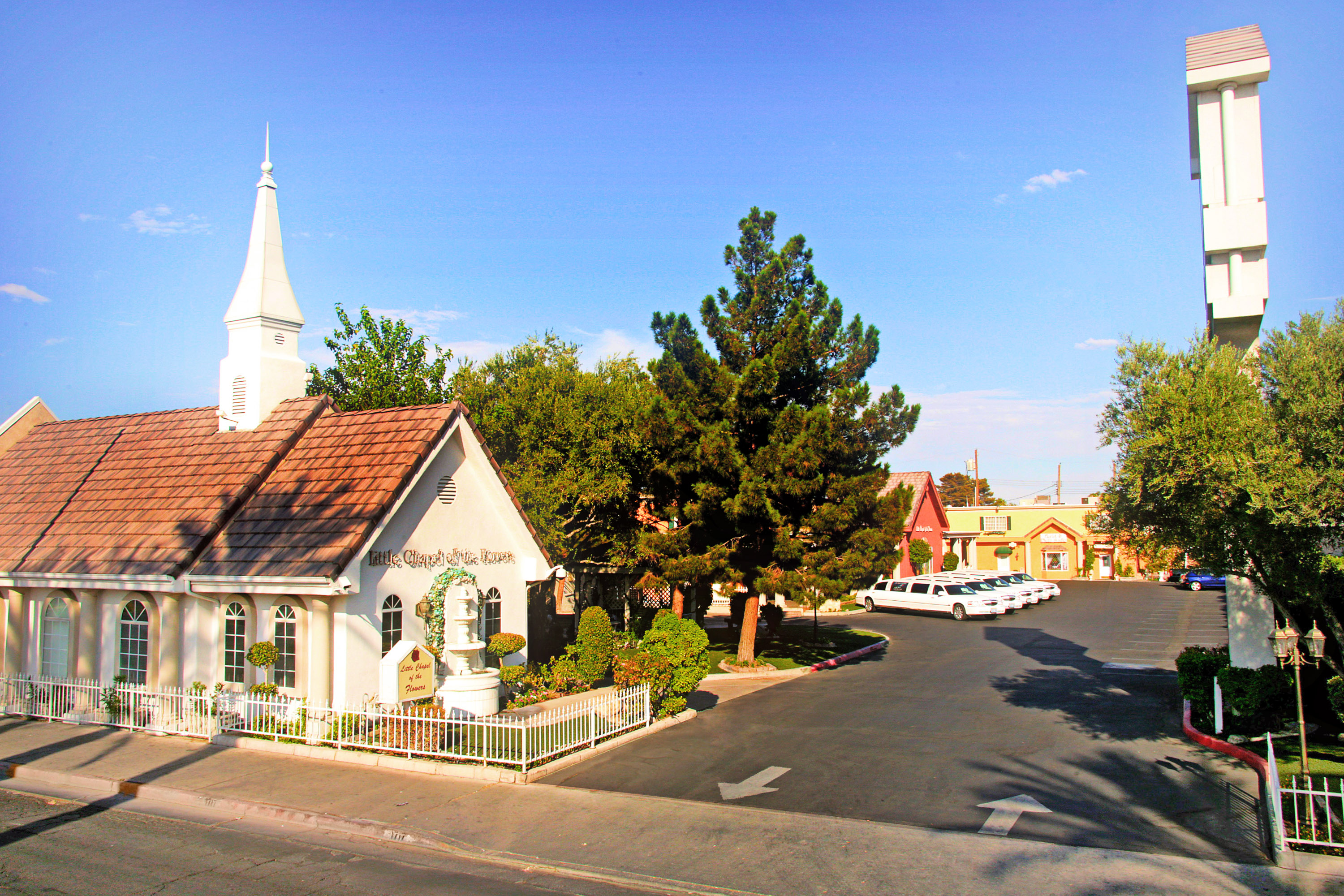
کلیسای فلاورز یکی از محل‌های برگزاری مراسم ازدواج در لاس وگاس

ازدواج لاس وگاسی یا عروسی لاس وگاسی (به انگلیسی: Las Vegas weddings) به ازدواج سریع و کم هزینه گفته می‌شود. لاس وگاس آمریکا تنها جایی است که در هر ساعت از شبانه روز می‌توان در آنجا رسماً ازدواج کرد و دفاتر ازدواج در این شهر شبانه‌روزی فعالیت می‌کنند.

اکنون سالهاست لاس وگاس محلی برای انجام ازدواجهای شبانه است و محل مورد علاقه برای کسانی که برای ازدواج عجله دارند و اصولاً خیلی زود هم پشیمان می‌شوند برای نمونه می‌توان به بریتنی اسپیرز خواننده معروف اشاره کرد که ساعت ۵ صبح در لاس وگاس با دوست دوران کودکیش جیسون آلن ازدواج کرد و ۵۵ ساعت بعد این ازدواج فسخ شد.

## سند ازدواج
گرفتن سند ازدواج و ثبت ازدواج در لاس وگاس بسیار ساده است، کافی است زن و مرد با یک کارت شناسایی عکس دار و ۶۰ دلار هزینه به یکی از دفاتر ازدواج مراجعه کرده و ازدواج خودشان را ثبت کنند و حتی به آزمایش خون هم نیاز نیست.